# Герб Заинска
Герб города Заинск - административного центра Заинского района Республики Татарстан Российской Федерации.
Герб Заинска утверждён в 1995 году.
Герб в  Государственный геральдический регистр Российской Федерации и в Государственный геральдический реестр Республики Татарстан не внесён.

## Описание герба и его символики
Герб представляет собой геральдический щит в виде цветка тюльпана, олицетворяющего пробуждение весенней природы и символизирующего возрождение города.
Центральный образ герба — половина изображения крылатого барса на красном фоне (часть герба Татарстана). Справа лист бумаги и гусиное перо на зелёно-красном фоне, означающие что в районе есть выдающиеся писатели, начиная с древности (Кул Гали).
Внизу слева изображение тамги — знака древних тюркских народов на фоне зелёного цвета. Это означает, что город Заинск имеет древнюю историю. Внизу справа изображена ГРЭС — одна из крупнейших станций России.
Изображение рыбы символизирует богатство природы.
Символические значения цветов:
красный — зрелость, энергия, сила, жизнь, жизнеспособность района и г. Заинска;
зелёный — зелень весны, полей, возрождение всего живого; белый — чистота помыслов, намерений;
голубой — богатство водными запасами.

## История герба

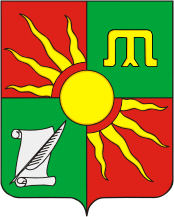
Герб Заинского района (2006 год)

В 1995 году был утверждён общий герб города Заинска и Заинского района, однако проект герба не был утверждён геральдическим советом при Президенте Республики Татарстан из-за ряда несоответствий, например, белый барс на гербе как-бы разрезан, что специалисты посчитали недопустимым.
Новый вариант герба Заинского района был разработан на базе герба 1995 года и утверждён Решением № 99 Совета Заинского муниципального района 26 декабря 2006 года, в то же время, решения по гербу города Заинска принято не было, таким образом, герб города Заинска 1995 года остается без изменений.